# 34. Festiwal Polskich Filmów Fabularnych w Gdyni

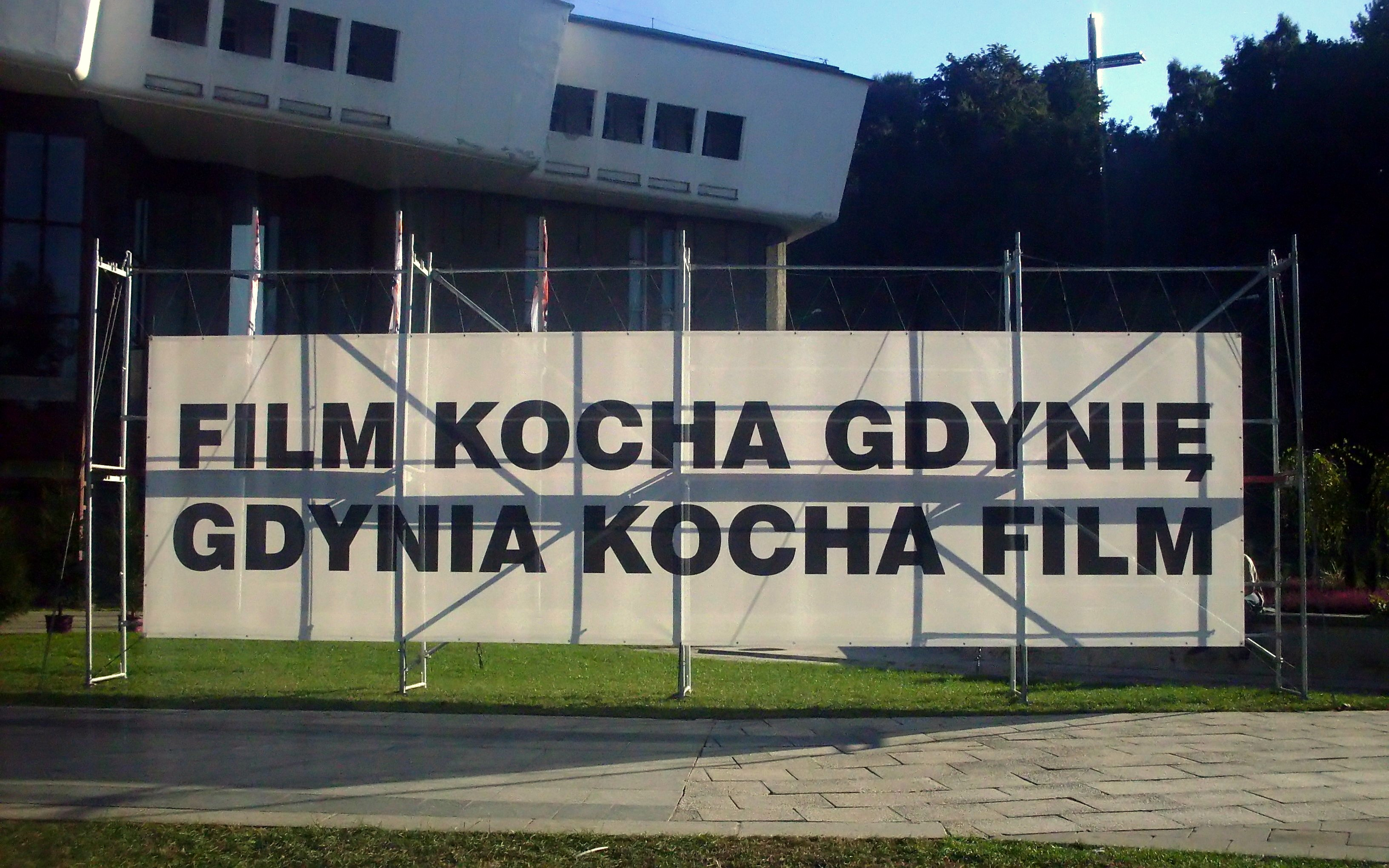
34. Festiwal Polskich Filmów Fabularnych w Gdyni

34. Festiwal Polskich Filmów Fabularnych 2009 w Gdyni – odbył się w dniach 14–19 września 2009 roku.

## Filmy startujące w konkursach

### Konkurs główny
1. Afonia i pszczoły – reż. Jan Jakub Kolski
2. Demakijaż – reż. Maria Sadowska, Dorota Lamparska, Anna Maliszewska
3. Dom zły – reż. Wojciech Smarzowski
4. Enen – reż. Feliks Falk
5. Galerianki – reż. Katarzyna Rosłaniec
6. Generał Nil – reż. Ryszard Bugajski
7. Handlarz cudów – reż. Bolesław Pawica, Jarosław Szoda
8. Hel – reż. Kinga Dębska
9. Janosik. Prawdziwa historia – reż. Agnieszka Holland, Kasia Adamik
10. Jestem twój – reż. Mariusz Grzegorzek
11. Las – reż. Piotr Dumała
12. Magiczne drzewo – reż. Andrzej Maleszka
13. Miasto z morza – reż. Andrzej Kotkowski
14. Mniejsze zło – reż. Janusz Morgenstern
15. Moja krew – reż. Marcin Wrona
16. Nigdy nie mów nigdy – reż. Wojciech Pacyna
17. Operacja Dunaj – reż. Jacek Głomb
18. Ostatnia akcja – reż. Michał Rogalski
19. Popiełuszko. Wolność jest w nas – reż. Rafał Wieczyński
20. Rewers – reż. Borys Lankosz
21. Świnki – reż. Robert Gliński
22. Wojna polsko-ruska – reż. Xawery Żuławski
23. Wszystko, co kocham – reż. Jacek Borcuch
24. Zero – reż. Paweł Borowski

### Konkurs kina niezależnego
1. 8 w poziomie – reż. Grzegorz Lipiec
2. Czarny – reż. Dominik Matwiejczyk
3. Dialog – reż. Cezary Iber
4. Incydent – reż. Jan Kwieciński
5. Jedenaste: nie uciekaj – reż. Robert Wrzosek
6. Konsumenci – reż. Hubert Gotkowski
7. Niech żyje pogrzeb!!! – reż. Dariusz Błaszczyk
8. Nogami w górę, głową w dół – reż. Tomasz Pędzieszczyk
9. Od wschodu do zachodu – reż. Marcin Król
10. Podglądacz – reż. Adam Uryniak
11. Skopani – reż. Dariusz Dobrowolski
12. Smutna – reż. Piotr Matwiejczyk
13. Stiudent II – reż. Hubert Gotkowski
14. Tajemnica Alberta – reż. Wojciech Solarz
15. Ulica – reż. Adam Torbus, Cyprian Demianiuk, Michał Zakrocki, Ivo Krankowski
16. Vis-a-vis – reż. Łukasz Bursa
17. Zabójcze nagranie – reż. Ben Talar, Jakub Półtorak

### Konkurs Młodego Kina
1. Ciemnego pokoju nie trzeba się bać – reż. Jakub Czekaj
2. Co mówią lekarze – reż. Michał Wnuk
3. Darek – reż. Jonas M. Gulbrandsen
4. Dekalog 89+ - siódme: Street feeling – reż. Kristoffer Karlsson Rus
5. Dłonie – reż. Maciej Jurewicz
6. Dzień po jutrze – reż. Michał Janów
7. Echo – reż. Magnus von Horn
8. Grobari – reż. Mojca Tirš
9. Hanoi - Warszawa – reż. Katarzyna Klimkiewicz
10. Historia o braku samochodu – reż. Grzegorz Jaroszuk
11. Kaszel umarlaka – reż. Krzysztof Borówka
12. Kolejny dzień – reż. Weronika Tofilska
13. Konferencja – reż. Jan Foryś
14. Kontrakt – reż. Ksawery Szczepanik
15. Laleczka – reż. Natalia Kostenko
16. Lunatycy – reż. Maciej Sterto-Orlicki
17. Małżonkowie – reż. Dara van Dusen
18. Moja nowa droga – reż. Barbara Białowąs
19. Moje Houston – reż. Edyta Sewruk
20. Na kredyt – reż. Przemysław Nowakowski
21. Nocna zmiana – reż. Gosia Kozera
22. Polska nowela filmowa – reż. Dorota Lamparska
23. Pralka – reż. Jakub Pączek
24. Przyjdź do mnie – reż. Ewa Banaszkiewicz
25. Syn – reż. Jan Wagner
26. Vena Cava – reż. Mariko Saga
27. Wstyd – reż. Edyta Sewruk
28. Wszystkie małe kłamstwa Anny – reż. Krzysztof Bizio
29. Wycinanka – reż. Grzegorz Krawiec
30. Zły – reż. Michał Biliński

### Panorama kina polskiego
W ramach pokazu „Panorama kina polskiego” prezentowano następujące filmy:
1. Dekalog 89+ Vol. 1 – reż. Andrzej Mańkowski, Tomasz Olejarczyk, Kristoffer Karlsson Rus, Adrian Panek, Rafał Samusik
2. Druciki – reż. Ireneusz Grzyb, Aleksandra Gowin
3. Historia Kowalskich – reż. Arkadiusz Gołębiewski, Maciej Pawlicki
4. Ile waży koń trojański? – reż. Juliusz Machulski
5. Las – reż. Piotr Dumała
6. Na północ od Kalabrii – reż. Marcin Sauter
7. Piksele – reż. Jacek Lusiński
8. Rewizyta – reż.  Krzysztof Zanussi
9. Tatarak – reż. Andrzej Wajda
10. To nie tak, jak myślisz, kotku – reż. Sławomir Kryński
11. U Pana Boga za miedzą – reż. Jacek Bromski

## Skład jury

### Konkurs Główny
- Krzysztof Krauze – reżyser, scenarzysta (przewodniczący)
- Ewa Braun – scenograf, dekorator wnętrz
- Bogdan Dziworski – operator
- Zbigniew Hołdys – muzyk
- Andrzej Jakimowski – reżyser, scenarzysta
- Dominika Ostałowska – aktorka
- Anda Rottenberg – historyk sztuki

### Konkurs Kina Niezależnego i Młodego Kina
- Janusz Zaorski – reżyser, scenarzysta (przewodniczący)
- Maciej Buchwald – niezależny reżyser, scenarzysta
- Piotr Marecki – dziennikarz, kulturoznawca
- Wojciech Mecwaldowski – aktor
- Magdalena Schejbal – aktorka

## Laureaci

### Konkurs główny
- Złote Lwy: Rewers reż. Borys Lankosz
- Srebrne Lwy: Wojna polsko-ruska reż. Xawery Żuławski
- Nagroda Specjalna Jury: Las reż. Piotr Dumała
- Reżyseria: Wojciech Smarzowski (Dom zły)
- Scenariusz: Wojciech Smarzowski, Łukasz Kośmicki (Dom zły)
- Debiut reżyserski: Katarzyna Rosłaniec (Galerianki)
- Rola kobieca: Agata Buzek (Rewers)
- Rola męska: Borys Szyc (Wojna polsko-ruska)
- Debiut aktorski: Filip Garbacz (Świnki)
- Zdjęcia: Marcin Koszałka (Rewers)
- Muzyka: Włodzimierz Pawlik (Rewers)
- Scenografia: Elwira Pluta (Magiczne drzewo, Wszystko, co kocham)
- Drugoplanowa rola kobieca: Dorota Kolak (Jestem twój)
- Drugoplanowa rola męska: Marcin Dorociński (Rewers)
- Dźwięk: Mateusz Adamczyk (Wojna polsko-ruska)
- Montaż: Paweł Laskowski (Dom zły)
- Kostiumy: Anna Englert (Handlarz cudów, Wojna polsko-ruska)
- Charakteryzacja: Mirosława Wojtczak, Ludmiła Krawczyk, Waldemar Pokromski (Rewers)

### Konkurs Kina Niezależnego
- Grand Prix: 8 w poziomie, reż. Grzegorz Lipiec
- Nagroda Specjalna Jury: Czarny, reż. Dominik Matwiejczyk i Incydent, reż. Jan Kwieciński
- Wyróżnienia Honorowe: Mateusz Damięcki w Czarny, Marcin Kabaj w Student II, Konsumenci Robert Jarociński, Modest Ruciński i Wojciech Solarz w Tajemnica Alberta

### Konkurs Młodego Kina
- Grand Prix: Ciemnego pokoju nie trzeba się bać, reż. Jakub Czekaj
- Nagroda Specjalna Jury: Hanoi - Warszawa, reż. Katarzyna Klimkiewicz
- Wyróżnienia: Moja nowa droga, reż. Barbara Białowąs i Przyjdź do mnie, reż. Ewa Banaszkiewicz
- Wyróżnienia honorowe: Thu Ha Mai w Hanoi - Warszawa, Olga Serebriakowa w Przyjdź do mnie, Piotr Skiba w Echo

### Nagrody pozaregulaminowe
- Złoty Klakier, Nagroda Radia Gdańsk dla reżysera najdłużej oklaskiwanego filmu: Wszystko, co kocham, reż. Jacek Borcuch
- Nagroda Publiczności Multikino: Rewers, reż. Borys Lankosz
- Nagroda organizatorów festiwali i przeglądów filmu polskiego za granicą : Rewers, reż. Borys Lankosz
- Złoty Kangur, Nagroda australijskiego dystrybutora: Wszystko, co kocham, reż. Jacek Borcuch, Borys Szyc – Wojna polsko-ruska
- Nagroda Sieci Kin Studyjnych i Lokalnych: Rewers, reż. Borys Lankosz za „autorską wizję naszych powojennych doświadczeń i realizatorską inwencję”
- Don Kichot, Nagroda Polskiej Federacji Dyskusyjnych Klubów Filmowych: Rewers, reż. Borys Lankosz
- Nagroda Dziennikarzy: Rewers, reż. Borys Lankosz za „odważne, niekonwencjonalne, groteskowe spojrzenie na czasy stalinizmu oraz wyjątkową dojrzałość artystyczną pierwszego filmu, w szczególności za walory plastyczne i wysokiej próby aktorstwo”
- Bursztynowe Lwy dla filmu o największej frekwencji po 1 września minionego roku: Aneta Cebula-Hickinbotham, Izabela Łopuch i Dariusz Gąsiorowski (producenci) oraz ITI Cinema (dystrybutor) za Kochaj i tańcz